# Martín Palermo
Martín Palermo (* 7. listopadu 1973 v La Plata, Argentina) je bývalý fotbalový útočník. Od roku 2020 trenér klubu Curicó Unido.

## Úspěchy

### Klubové
CA Boca Juniors
- 6× vítěz Primera División (Argentina) (1998 Apertura, 1999 Clausura, 2000 A, 2005 A, 2006 C, 2008 A)
- 2× vítěz Copa Libertadores (2000, 2007)
- 1× vítěz Interkontinentálního poháru (2000)
- 2× vítěz Copa Sudamericana (2004, 2005)
- 2× vítěz Recopa Sudamericana (2006, 2008)

### Individuální
- 2× nejlepší střelec argentinské ligy (1998, 2007)
- 1× Fotbalista roku Jižní Ameriky (1998)
- nejlepší hráč zápasu o Interkontinentální pohár (2000)
- nejlepší střelec jihoamerických soutěží (2007) společně s Giancarlem Maldonadem